# Bükkábrány
Bükkábrány ist eine ungarische Gemeinde im Kreis Mezőkövesd im Komitat Borsod-Abaúj-Zemplén.

## Geografische Lage
Bükkábrány liegt in Nordungarn, 25 Kilometer südwestlich des Komitatssitzes Miskolc und 12 Kilometer nordöstlich der Kreisstadt Mezőkövesd. Nachbargemeinden sind Mezőnyárád, Tard, Tibolddaróc, Vatta und Csincse.

## Geschichte
Im Jahr 1913 gab es in der damaligen Kleingemeinde Alsóábrány 89 Häuser und 500 Einwohner auf einer Fläche von 1561 Katastraljochen und in der Kleingemeinde Felsőábrány 145 Häuser und 759 Einwohner auf einer Fläche von 1454 Katastraljochen. Beide Gemeinden gehörten zu dieser Zeit zum Bezirk Mezőkövesd im Komitat Borsod. Bükkábrány entstand 1949 durch den Zusammenschluss der Orte Alsóábrány und Felsőábrány. Traditionell bedeutend war der Acker- und Weinbau für den Ort. Daneben sind Sand-, Kies- und Lignitvorkommen wichtig, die das besondere Landschaftsbild der Region prägen. Auf dem Gebiet von Bükkábrány wurden ab 1960 geologische Untersuchungen zur Gewinnung von Lignit durchgeführt, die Förderung begann jedoch erst 1985. Der Bau der Mine wurde 1990 abgeschlossen, wodurch Hunderte von neuen Arbeitsplätzen in der Gemeinde geschaffen wurden. Im Juli 2007 wurde im Grubengelände ein bemerkenswerter Fund gemacht, bestehend aus sechzehn Sumpfzypressenstämmen, die in einer Tiefe von 60 Metern gefunden wurden, deren frühere Holzstruktur erhalten geblieben war und die im Gegensatz zu ähnlichen Funden nicht verkohlt oder versteinert waren.

## Sehenswürdigkeiten
- Bergbaumuseum
- Reformierte Kirche, erbaut 1800–1802 im spätbarocken Stil, der 31 Meter hohe Turm wurde 1816–1820 an der westlichen Seite hinzugefügt
- Römisch-katholische Kirche Szentlélek, erbaut 1750 im barocken Stíl, Haupt- und Nebenaltar sowie die Kanzel wurden im Stile des Rokoko gestaltet
- 1848–49er- und 1956er-Denkmal, erschaffen von Zoltán Szentirmai
- II. Endre király-Gedenksäule, erschaffen von Zoltán Szentirmai
- István-Géczy-Statue, erschaffen von György János Kis
- Nepomuki-Szent-János-Statue aus dem Jahr 1902
- Szent-Borbála-Statue

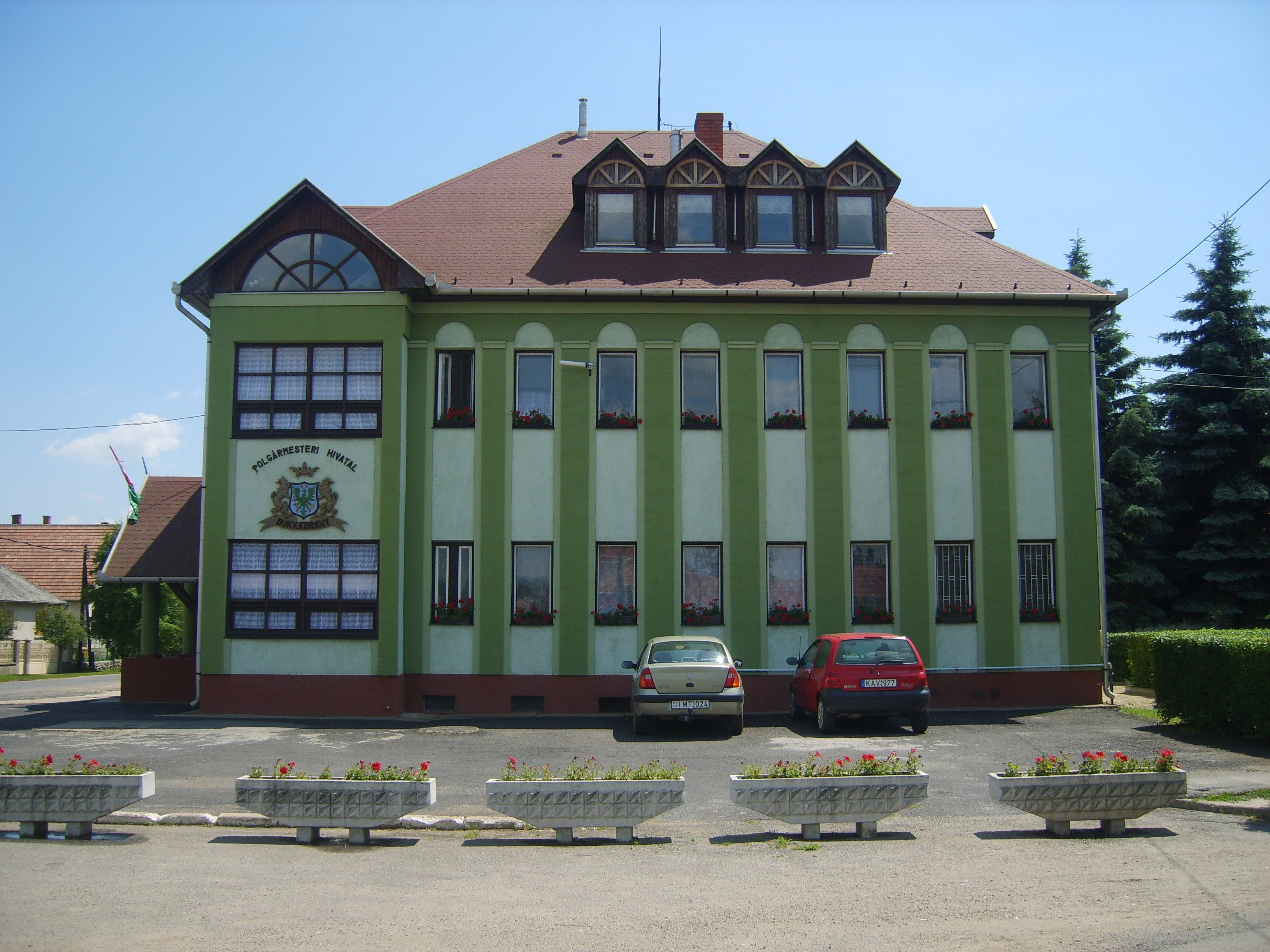
Bürgermeisteramt
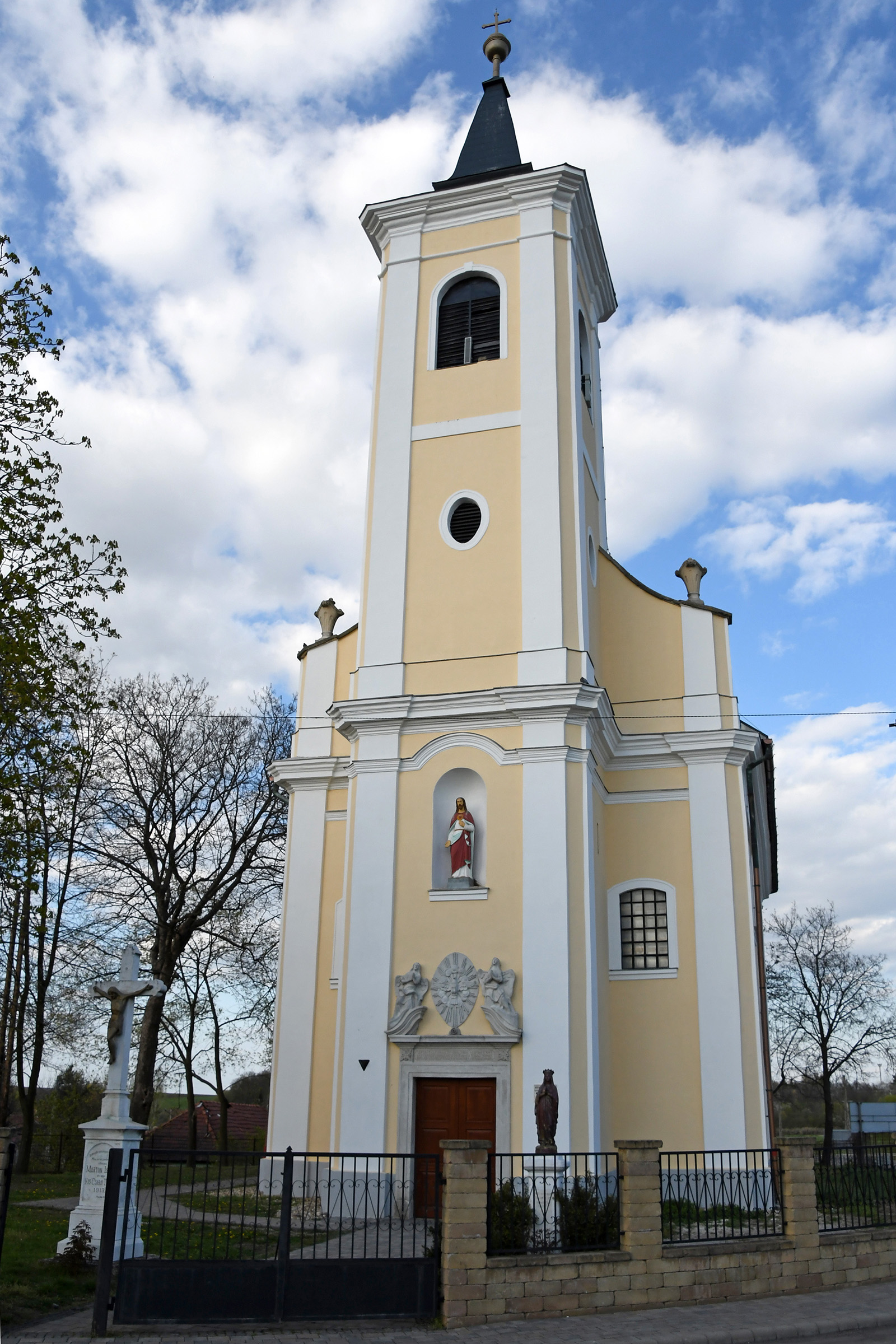
Römisch-katholische Kirche Szentlélek
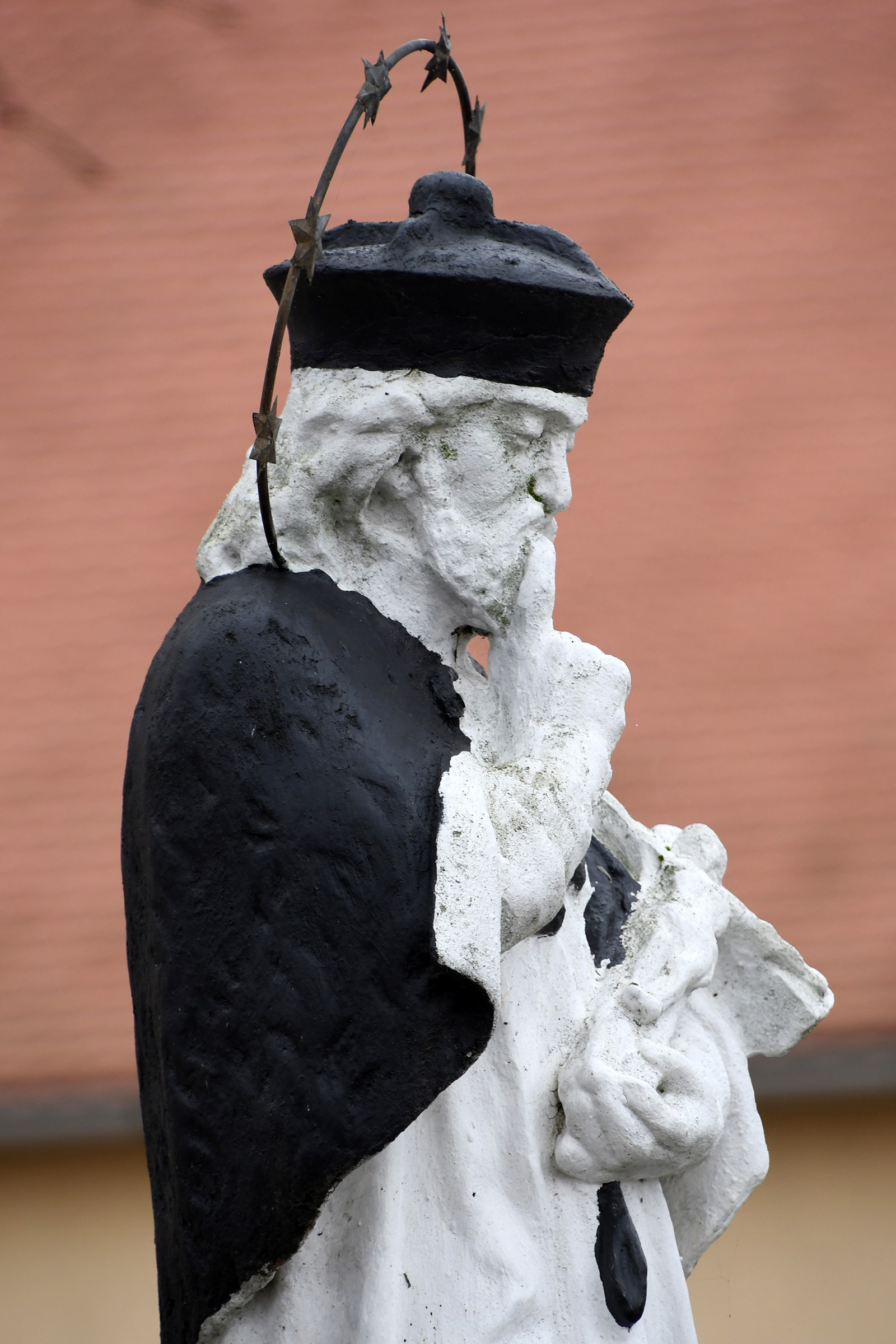
Nepomuki-Szent-János-Statue
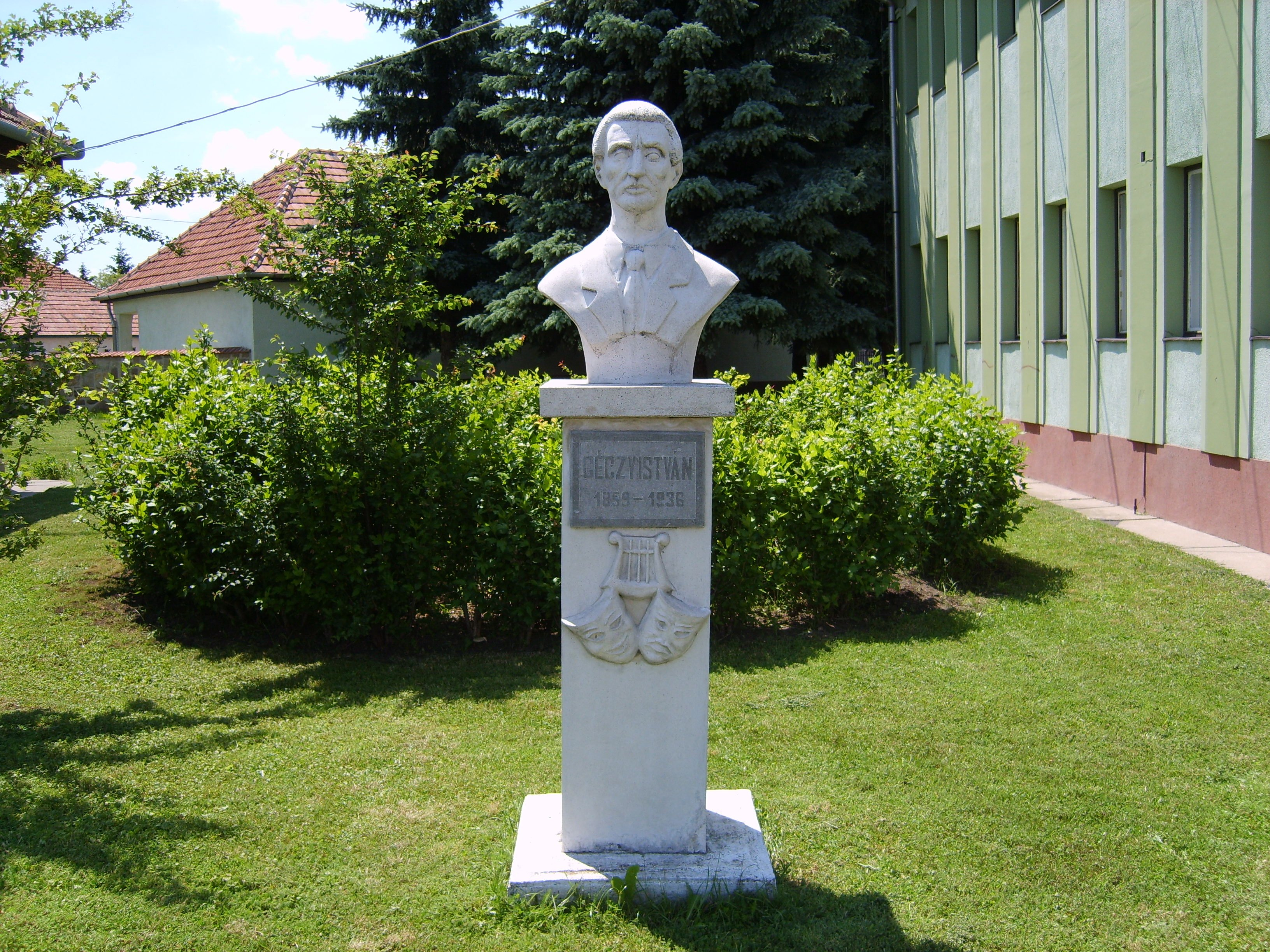
István-Géczy-Statue
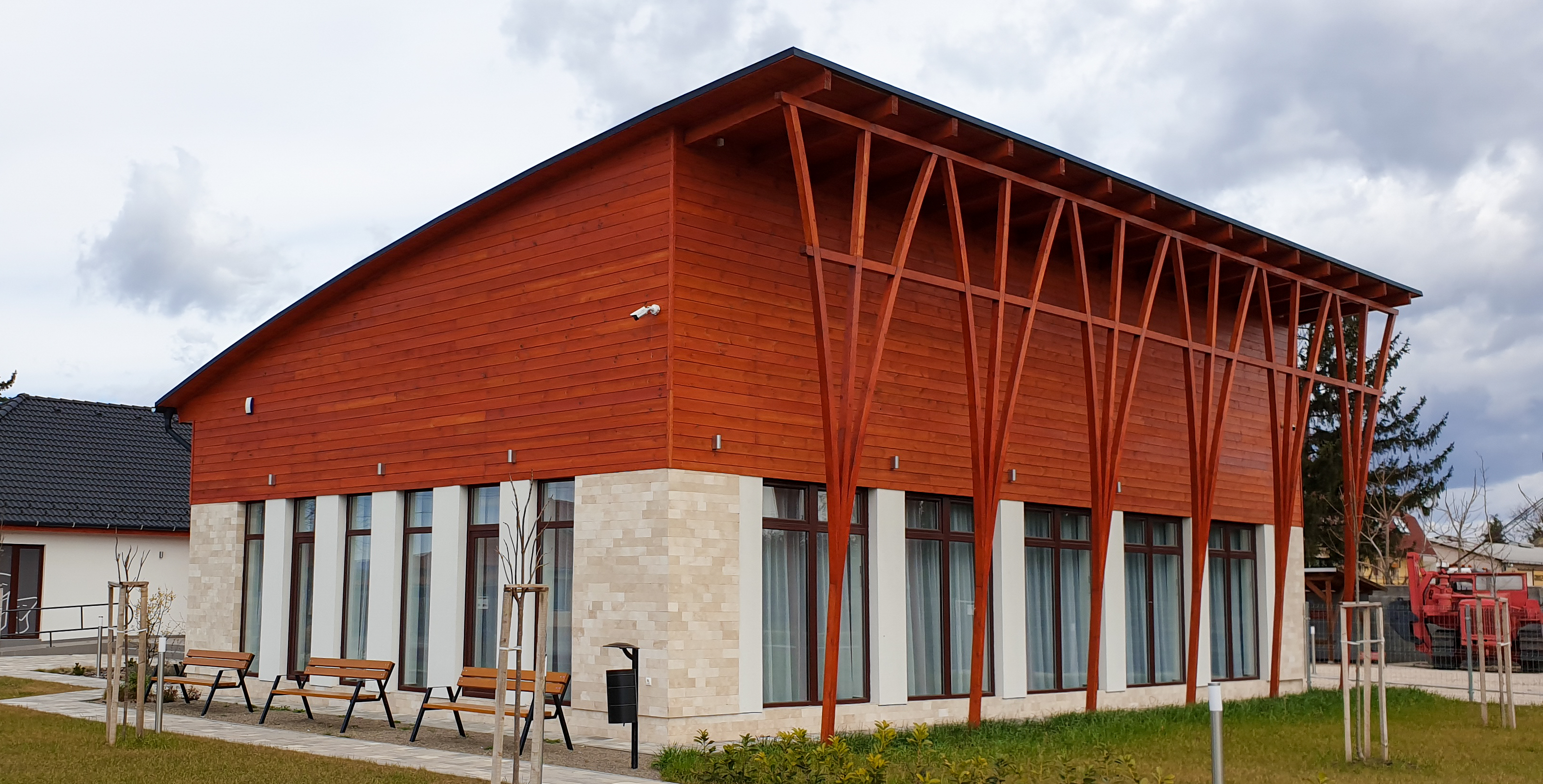
Bergbaumuseum

## Verkehr
Durch den Ort verläuft die Hauptstraße Nr. 3, die von Budapest in Richtung Miskolc führt. In Bükkábrány befindet sich ein Güterbahnhof für den nahegelegenen Tagebau. Der nächstgelegene Personenbahnhof Mezőkeresztes-Mezőnyárád liegt drei Kilometer südwestlich an der Bahnstrecke Hatvan–Miskolc. Es bestehen Busverbindungen über Tibolddaróc nach Kács, über Emőd und Nyékládháza nach Miskolc sowie über Mezőkövesd nach Eger.